# Міль зонтична
Міль зо́нтична (Depressaria depressana) — вид лускокрилих комах родини плоских молей (Depressariidae). Шкідник зонтичних овочевих культур. Трапляється повсюдно. Пошкоджує насінники моркви, кропу, петрушки, селери, пастернаку, фенхелю, кмину, анісу та інших зонтичних рослин.

## Опис
Метелик з розмахом крил 14-18 мм. Передні крила темно-коричневі з червонуватим переднім краєм, задні крила сірі. Голова й передньоспинка блідо-жовті. Яйце 0,5 мм, овальне, спочатку блідо-зелене, у подальшому світло-помаранчеве. Гусениця 10-13 мм, темно-жовта з червонувато-бурим відтінком, проміжки між сегментами світло-зелені; тіло вкрите білими щитками, що несуть один-два волоски. Лялечка завдовжки 6 мм, темно-бура, у прозорому павутинному коконі.

## Річний цикл
Зимують метелики у тріщинах кори, щілинах будівель та інших укриттях. Літ починається наприкінці травня і продовжується у червні. Зазвичай у цей час насінники зонтичних культур перебувають у фазі бутонізації. Самка відкладає яйця на бутони, квітки й квітконіжки. Плодючість становить 100–120 яєць. Гусениці відроджуються на Поліссі наприкінці червня, у Лісостепу й степу — у середині червня, і впродовж 18-20 діб об'їдають бутони, квітки, квітконіжки й обплітають промені зонтиків павутинням. Рідше пошкоджують недостигле насіння й листя. Завершивши розвиток, гусениці заляльковуються в павутинному коконі в зонтиках, обплетених павутиною. Наприкінці липня — у серпні вилітають метелики і невдовзі переходять на зимівлю. За рік розвивається одна генерація.
Насінники пастернаку, кмину, рідше моркви, а також борщівника та інших дикорослих зонтичних рослин пошкоджує також кминова міль (Depressaria daucella Den. et Schiff.), за особливостями розвитку й шкодочинністю близька до зонтичної молі.

## Заходи захисту
Гусениць і лялечок молей заражають понад 35 видів ендопаразитів, найефективніші серед яких іхневмоніди — Pristomerus orbitalis Holmgr., Itoplectis maculator F., Itoplectis alternans Grav., Pimpla contemplator Müll., Pimpla sputator Grav., Depressaria deressella Hbn., Trictistus lativentris F., з евлофід — Pediobius facialis Gir., мухи-тахіни — Actia crassinervis Mg., Pseudoperichaeta insidiosa R.D.
Своєчасне збирання і швидкий обмолот насінників, що сприяє знищенню гусениць і лялечок шкідників. Боротьба зі шкідниками поблизу насіннєвих ділянок. У період утворення зонтиків і бутонізації, при ураженні понад 10% рослин і чисельності, що перевищує 3-4 гусениці на одну рослину рекомендується обробка біопрепаратами або інсектицидами.